# Kourtney Kardashian
Kourtney Mary Kardashian Barker (* 18. dubna 1979, Beverly Hills, Kalifornie) je americká televizní osobnost, modelka a podnikatelka arménského původu. V roce 2007 debutovala v rodinné reality-show Držte krok s Kardashians. Kvůli velikému úspěchu natočila i několik spin-offů, jako například: Kourtney and Khloé Take Miami nebo Kourtney and Kim Take New York.
Spolu se svými sestrami Kim a Khloé se Kourtney pustila do módního byznysu, ve kterém zaznamenala veliký úspěch. Proslavila se svými kolekcemi oblečení, parfémy a v roce 2010 publikovala knihu s názvem Kardashian - přísně tajné. V roce 2019 založila vlastní lifestyle stránku jménem Poosh.
Se svými sestrami patří mezi nejsledovanější ženy světa.[zdroj⁠?!] Díky reklamám, které publikují na svých sociálních sítích, patří mezi nejlépe placené influencery světa.[zdroj⁠?!] Například během roku 2016 si díky reklamám pro kolekce plavek či make-upu, či dokonce pro společnosti jako je Coca-Cola, vydělala 8,5 milionu korun.

## Začátky
Kourtney Mary Kardashian se narodila v roce 1979 jako prvorozené dítě Robertovi a Kris Kardashianovým. Má dvě mladší sestry (Kim a Khloé) a mladšího bratra (Robert) z prvního manželství její matky Kris. V roce 1991 se její rodiče rozvedli a její matka se znovu provdala za olympijského desetibojaře Bruce Jennera (v roce 2015 podstoupil změnu pohlaví; nyní znám jako Caitlyn Jenner). Z druhého matčina manželství má sestru Kylie a Kendall. Z otčímovy strany má nevlastní bratry Burtona, Brandona a Brody, a nevlastní sestru Casey.
Kourtney vystudovala střední školu Marymount, což je katolická dívčí škola v Los Angeles. Po maturitě se přestěhovala do Dallasu v Texasu, kde dva roky studovala místní univerzitu. Poté se přestěhovala do Arizony, do města Tucson, kde absolvovala University of Arizona. Mezi její slavné spolužáky patří Nicole Richie a Luke Walton. V roce 1994 její otec veřejně zastupoval fotbalistu O. J. Simpsona během jeho soudního procesu, kdy byl obviněn z vraždy.

## Kariéra
K. M. K. se do povědomí veřejnosti zapsala dříve, než její slavné sestry. V roce 2005 debutovala v televizním seriálu Filthy Rich: Cattle Drive, který se zaměřoval na potomky amerických boháčů. V roce 2007 začala spolupracovat na rodinné reality show Držte krok s Kardashians. Natočila i několik spin-offů, například: Kourtney and Khloé Take Miami a Kourtney and Kim Take New York.
S matkou Kris Jenner založila dětský butik Smooch a se svými sestrami (Kim a Khloé) spoluvlastnila obchod D-A-S-H.

## Osobní život

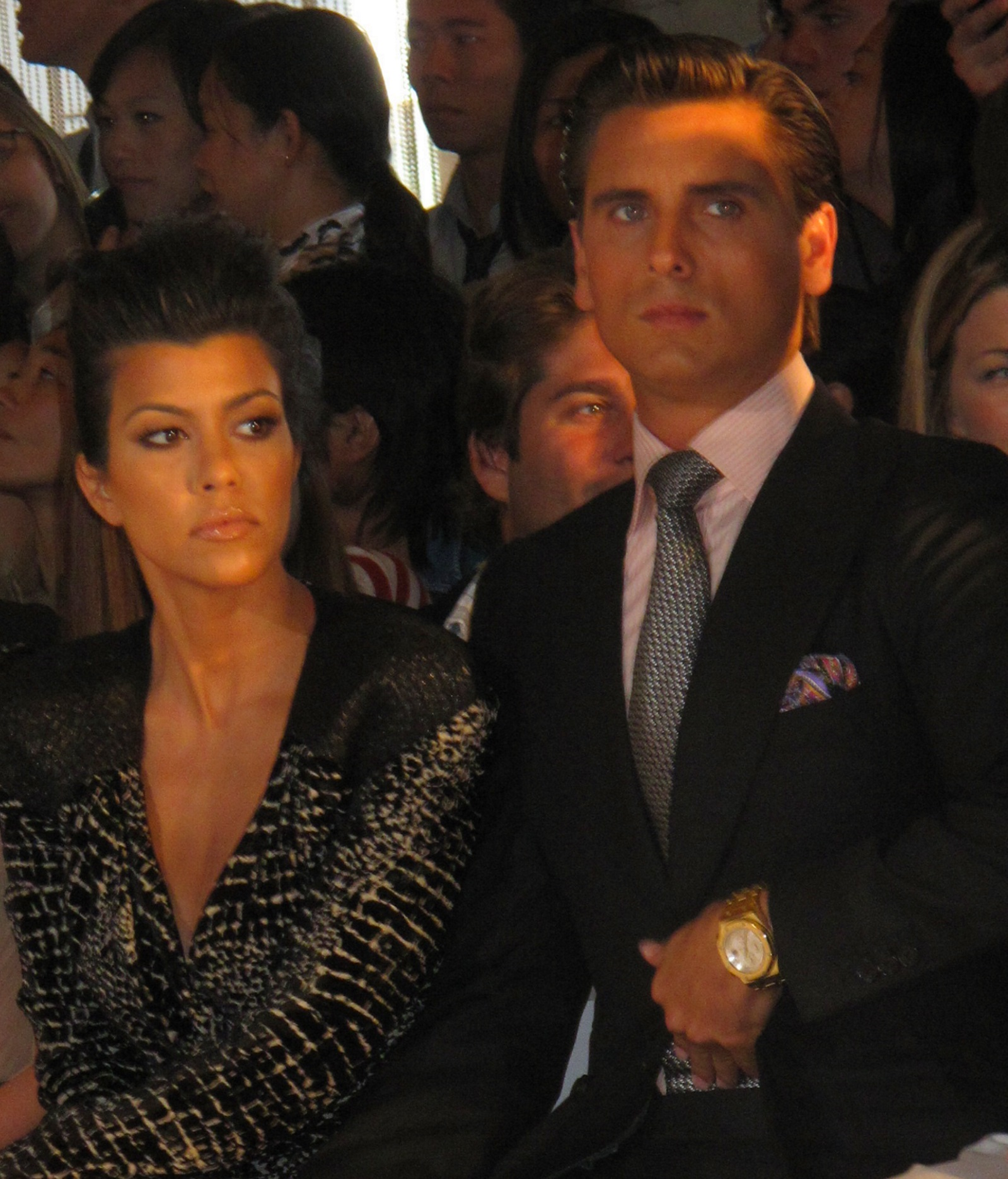
Scott Disick a Kourtney Kardashian v roce 2010

Mezi roky 2006 až 2015 byl jejím partnerem Scott Disick, kterého zviditelnila v rodinné reality show a zajistila mu tím slávu. Mají spolu syny Masona Dashe (* 2009), Reigna Astona (* 2014) a dceru Penelope Scotland (* 2012). V roce 2016 se dala dohromady s alžírským modelem Younesem Bendjimou. Rozešli se v roce 2020.
Od ledna roku 2021 tvoří pár s americkým bubeníkem Travisem Barkerem, členem skupiny Blink-182. Během roku 2022 se vzali třikrát. Nejdříve si své ano řekli v Las Vegas, poté v Santa Barbaře, a nakonec v italském Portofinu. 1. listopadu 2023 se jim narodil syn Rocky Thirteen.

## Filmografie

### Herečka
| Rok  | Titul            | Role                |
| ---- | ---------------- | ------------------- |
| 2011 | One Life to Live | Kassandra Kavanaugh |

### Sama sebe
| Rok       | Titul                                |
| --------- | ------------------------------------ |
| 2005      | Filthy Rich: Cattle Drive            |
| 2007–2021 | Keeping Up with the Kardashians      |
| 2009–2010 | Kourtney and Khloe Take Miami        |
| 2011–2012 | Kourtney and Kim Take New York       |
| 2011–2012 | Khloé & Lamar                        |
| 2013      | Kourtney and Kim Take Miami          |
| 2014–2015 | Kourtney and Khloé Take The Hamptons |
| 2015      | I Am Cait                            |
| 2015      | Dash Dolls                           |
| 2019      | Flip It Like Disick                  |
| 2021      | He's all that                        |